# Gates (pueblo)
Los gates (en latín, Gates) eran un pueblo aquitano mencionado por Julio César. Se desconoce cuál sea el lugar concreto de la Galia Aquitania en la que se encontraba este pueblo. Julio César los menciona en el libro III sus Comentarios a la guerra de las Galias, con motivo de la expedición de su legado Publio Licinio Craso a Aquitania, incluyendo a los ptianios entre los pueblos que se le sometieron a Craso tras la batalla, enviándole rehenes (cap.27.1).